# Bressano
Bressano, denominato nelle fonti Bressano di Vico o de Monteregali (tra il penultimo e l'ultimo decennio del XII secolo – poco dopo il 31 maggio 1264), fu un influente nobile di Monteregale (Mondovì) di cui probabilmente detenne una sorta di cripto-signoria. Fu l'eponimo della stirpe dei Bressano.

## Biografia
Bressano nacque da una famiglia nobile probabilmente di Vico che si trasferì nel nuovo borgo di Monteregale (Mondovì) verso la fine del XII secolo. La sua prima menzione documentata risale al 7 agosto 1210, quando fu indicato come "Brexanus juvenis" in un atto notarile, per distinguerlo probabilmente dal padre, anch'egli chiamato Bressano. Un Bressano compare in due altri importanti atti rispettivamente del 17 agosto e del 23 ottobre 1210, ma non è chiaro se si riferiscono al Bressano iuniore o seniore.
Dopo la distruzione di Monteregale e la dispersione dei suoi abitanti nel 1211, Bressano tornò a Vico, dove si dedicò ad attività di prestito di denaro. Il 2 giugno 1228 prestò 25 lire genovesi al vescovo di Asti Giacomo e il 4 maggio 1231 altri 200 lire, ottenendo in pegno il mercato e il pedaggio di Vico. Prestò denaro anche alle monache di Pogliola (oggi frazione di Mondovì). A partire dal 1232 e finanziò ampiamente la ricostruzione di Monteregale, ottenendo il rimborso di consistenti somme negli anni successivi: il 18 gennaio 1243 il podestà di Mondovì restituì a Bressano 500 lire genovesi per un prestito contratto il 22 luglio 1232, ottenne altre 300 lire per un prestito del 20 settembre sempre del 1232 e 1326 lire per un mutuo al Comune stipulato in anno imprecisato.

### L'ascesa politica, i conflitti con il vescovo di Asti e la cripto-signoria su Mondovì
Bressano giocò un ruolo chiave nella politica di Monteregale, in particolare nel conflitto con il vescovo di Asti: egli infatti era in buone relazione con entrambi e nel 1233 funse da mediatore tra loro, tanto che il 20 ottobre di quell'anno i consiglieri del Comune riconobbero la signoria del vescovo.
Nel 1238 ebbe però luogo la spedizione in Piemonte di Federico II e nel marzo di quell'anno egli riconobbe e pose sotto la sua protezione, tra gli altri, il Comune di Monteregale. Bressano, nonostante i precedenti buoni rapporti con il vescovo, guidò la ribellione del  Comune contro di esso, prendendo possesso di mulini, forni e diritti signorili, sottraendogli inoltre diversi castelli e le ville di Torre, Roburent, Montaldo, Sant'Albano e Piozzo. Nel 1240 Bressano, assime al Comune di Cuneo, partecipò alla presa di Morozzo, facendo bruciare, tra le altre cose, il mulino e altri beni del vescovo in loco. In risposta a questi attacchi, il vescovo di Asti Oberto Catena, nello stesso anno, scomunicò i consiglieri e gli ufficiale del Comune di Monteregale mentre il 22 marzo sempre del suddetto anno scomunicò individualmente Bressano, lanciando l'interdetto su Monteregale e sulle ville assoggettate. Dopo questi eventi, il 31 agosto del suddetto anno Bressano fu nominato assieme al primogenito Anselmo e due cittadini cuneesi come arbitri nelle contese tra i signori di Morozzo e i Comuni di Monteregale e Cuneo, ignorando i diritti vescovili.
Il vescovo Oberto nel maggio dell'anno successivo venne catturato nella battaglia dell'Isola del Giglio dagli imperiali e Bressano trattò con il capitolo di Asti, tanto che sembra che per l'agosto del 1242 fosse prevista la restituzione alla diocesi del castello di Sant'Albano e altri beni, ma non se ne fece nulla, o comunque non fu sufficiente a revocare scomunica e interdetto. Il 27 dicembre 1248, in accordo con il Comune di Cuneo, Bressano restituì ai signori di Morozzo il loro castello e torre a cui era venuto in possesso in un momento imprecisato; nonostante ciò, poco dopo, li fece distruggere in spregio alla diocesi di Asti.
Dalla fine del 1239, ma forse già in epoca precedente, Bressano risulta essere l'artefice di tutta la politica del Comune di Mondovì; data però la scarsità di documenti, risulta impossibile delineare la sua posizione ufficiale nel Comune, solo negli anni 1251-1254 (forse anche per il 1245) egli risulta infatti podestas/rector. in ogni caso, anche quando risulta in carica un altro podestà. Bressano appare assieme accanto ad esso «come se egli fosse dotato di un potere autonomo», portando a pensare che egli forse «abbia saputo realizzare in Monteregale una particolare forma di signoria». In ogni caso, grazie alle sue ricchezze era in grado di contare su una vasta clientela che gli giurava fedeltà personale e, grazie ai prestiti garantiti al Comune, riuscì ad ottenere sotto forma di ipoteca buona parte dei suoi proventi.
L'esperienza (cripto)signorile di Bressano non fu isolata: in questa altezza cronologica, diversi vicari imperiali, quali Oberto II Pallavicino ed Ezzelino III da Romano, sperimentarono delle sorta di signorie, anche se più evidenti e su più Comuni: Bressano, per contro, invece ebbe una sorta di signoria difficilmente analizzabile a causa della scarsità documentaria e su un solo Comune invero particolarmente debole sotto diversi punti di vista, dapprima istituzionale e, evidentemente data la perenne tracce di prestiti, finanziario, oltre che di recentissima costituzione al contrario di altri Comuni italiani ben più antichi e solidi. Bressano non risulta essere in sé ghibellino, anche se, per converso, ebbe come nemico giurato la diocesi di Asti, catalogabile come guelfa, senza contare che le prime forme di signoria risultano essere state instaurate da ghibellini; in ogni caso, l'apparenza fazionaria non va sopravvalutata.
Il 31 marzo 1251 Bressano indusse il consiglio di Monteregale ad acquistare da Audisia, figlia ed erede di Trencherio, signore di Carrù, e da suo marito Filippo, conte di Ventimiglia, la metà del castello e la villa di Carrù per 600 lire genovesi; lo stesso giorno, Bressano si fece rivendere l'intero castello (evidentemente il Comune deteneva già l'altra metà) e i diritti signorili sulla villa per 800 lire, lasciando al Comune solo il dominio eminente. Il castello, però, era presidiato dallo stesso Bonifacio (II), vescovo eletto di Asti che aveva nuovamente scomunicato Bressano; questi dunque assediò ed espugnò il castello, e Bonifacio dovette fuggire da esso. Il 20 luglio 1251, su istigazione di Bonifacio, papa Innocenzo IV incaricò il canonico vercellese Niccolò di Sala di ammonire Bressano e i monregalesi di obbedire all'eletto vescovo di Asti; ni caso contrario avrebbe ripetuto la scomunica e avrebbe reso più rigido l'interdetto. Ciò però non avvenne e il 2 ottobre dello stesso anno, dopo un monito lanciato il mese prima, Niccolò scomunicò fece ciò sopra descritto.
Bressano però ebbe l'appoggio del Comune di Asti, in lotta con il suo vescovo e continuò a dominare la politica del Comune di Monteregale, nonostante lo portò ad essere sconfitto nella guerra intrapresa contro i marchesi di Ceva e di Clavesana e il loro protettore, il Comune di Alba. Il 18 aprile 1255 indusse il consiglio di Monteregale a farsi concedere, come pegno per un prestito da lui versato di 1300 lire, il castello, la villa e il districtus di Sant'Albano, che avrebbe detenuto, come da accordi, quanto lui desiderava, concedendo al Comune solo il controllo eminente. Egli risulta inoltre possessore del castello di Carassone da data imprecisata. Il 14 novembre nell'anno successivo nel suo palazzo a Monteregale, Bressano, a nome suo e del Comune, rappresentato da tre consoli, stipulò un'alleanza con Giacomo del Carretto, non più alleato di Alba.

### Declino e morte
A partire dal 1257, però, iniziò il declino politico di Bressano. Il 29 marzo di quell'anno il consiglio di Monteregale, su richiesta dell'abate di San Dalmazzo in accordo con il vescovo eletto Bonifacio (II), elesse 30 notabili a scopo di trattare una riconciliazione con il vescovo eletto di Asti assieme a Bressano e ai suoi due figli superstiti. Quest'ultimo non aveva partecipato al consiglio ma non si oppose a tali intenti. Le trattative si conclusero con l'assoluzione il 12 o 16 giugno del suddetto anno dalla scomunica e dell'interdetto di Monteregale ma Bressano, dato che non voleva restituire i castelli di Roburent, Frabosa, Montaldo e Torre, fu escluso dall'assoluzione assieme a figli e nipoti. Qualche giorno prima questo evento si era allontanato da Monteregale e vi si ribellò, vedendo i propri beni in città sequestrati. Contro di lui si scagliarono quindi le forze di Monteregale e del vescovo.
Il 2 marzo dell'anno seguente, Bressano nominò tre procuratori per trattare con l'eletto di Asti e il 1º aprile successivo due canonici astigiani, nominati arbitri, assolsero dalla scomunica Bressano e i suoi figli e nipoti, sentenziando inoltre che Bressano avrebbe tenuto i castelli di Carrù e Carassone come feudi concessi dalla diocesi di Asti, mentre avrebbe dovuto restituire tutti i restanti castelli e beni di cui si era impossessato; L'eletto Bonifacio il giorno stesso ratificò la sentenza e si assunse l'incarico di riconciliare Bressano con Monteregale, cosa che avvenne il 4 aprile, giorno i cui Bressano si presentò in città e promise al suo podestà di far restituire dai notai i documenti contenenti i giuramenti di fedeltà prestato a lui da Monregalesi e da uomini del distretto agli interessati, eccetto quelli di natura feudale. Tale riconciliazione, però fu lenta e solo mesi dopo, il 6 giugno, Bressano concesse a Monteregale e ai comuni ad essa dipendenti la cancellazione dei debiti che gli dovevano, ottenendo in cambio la promessa di considerare Bressano e famiglia come cittadini leali  e di restituire i loro beni sequestrati, oltre che il versamento delle tasse e multe riscossi da esso, così come i redditi dei beni comunali sempre da lui incassati.
Tale pace però è considerabile solo una tregua momentanea: successivamente, in data imprecisata e per ragioni non chiare, Bressano abbandonò nuovamente Monteregale. In questa occasione, Bressano divenne cittadino del Comune di Cuneo e ottenne da esso guarnigioni per i castelli di Carrù e Carassone, riprendendo le ostilità contro Monteregale. Dopo una rinnovata ma effimera pace siglata a Spinetta, i conflitti ripresero nuovamente, e in tale occasione Bressano e il figlio Pietro con i figli di quest'ultimo vennero fatti prigionieri e rinchiusi a Monteregale. In tale occasione, Bressano accettò, il 27 aprile 1259, che l'eletto di Asti fungesse da arbitro; grazie a tale mediazione, l'8 maggio venne liberato assieme ai parenti: egli poté tenere il castello di Carrù, ma quello di Carassone, secondo gli accordi, gli sarebbe stato restituito solo dieci anni dopo. L'11 giugno di quell'anno risulta residente nel castello di Carrù, ove, il 31 maggio 1264, fece una donazione per la salvezza della propria anima al monastero di Pogliola, morendo probabilmente poco dopo.

## Famiglia e figli
Bressano ebbe i seguenti figli da madre sconosciuta:
- Anselmo, il primogenito, premorto al padre;
- Pietro;
- Giacomo.

Questi, a loro volta, ebbero diversi figli. Essi diedero seguito alla stirpe che prende il nome di Bressano, divenendo una stirpe molto influente di Mondovì per secoli.